# Manchester City Football Club 2005-2006
Questa pagina raccoglie i dati riguardanti il Manchester City Football Club nelle competizioni ufficiali della stagione 2005-2006.
Al termine della stagione: David James (Inghilterra) e Claudio Reyna (Stati Uniti) furono convocati per il Campionato mondiale di calcio 2006.

## Divise
| Manica sinistra · Maglietta · Maglietta · Manica destra · Pantaloncini · Calzettoni · Calzettoni |
| Casa (versione 1)                                                                                |

| Manica sinistra · Maglietta · Maglietta · Manica destra · Pantaloncini · Pantaloncini · Calzettoni · Calzettoni |
| Casa (versione 2)                                                                                               |

| Manica sinistra · Manica sinistra · Maglietta · Maglietta · Manica destra · Manica destra · Pantaloncini · Pantaloncini · Calzettoni · Calzettoni |
| Trasferta (versione 1) |

| Manica sinistra · Manica sinistra · Maglietta · Maglietta · Manica destra · Manica destra · Pantaloncini · Calzettoni · Calzettoni |
| Trasferta (versione 2) |

| Manica sinistra · Manica sinistra · Maglietta · Maglietta · Manica destra · Manica destra · Pantaloncini · Pantaloncini · Calzettoni · Calzettoni |
| Terza |

## Rosa
Aggiornata il 16 gennaio 2010
| N. |                         | Ruolo | Calciatore        |
| -- | ----------------------- | ----- | ----------------- |
| 1  | Inghilterra (bandiera)  | P     | David James       |
| 2  | Francia (bandiera)      | D     | David Sommeil     |
| 3  | Galles (bandiera)       | D     | Ben Thatcher      |
| 4  | Finlandia (bandiera)    | C     | Tuomas Haapala    |
| 5  | Francia (bandiera)      | D     | Sylvain Distin    |
| 6  | Stati Uniti (bandiera)  | C     | Claudio Reyna     |
| 8  | Inghilterra (bandiera)  | C     | Joey Barton       |
| 9  | Inghilterra (bandiera)  | A     | Andy Cole         |
| 10 | Francia (bandiera)      | A     | Antoine Sibierski |
| 11 | Inghilterra (bandiera)  | A     | Darius Vassell    |
| 12 | Inghilterra (bandiera)  | P     | Nicky Weaver      |
| 14 | RD del Congo (bandiera) | C     | Kiki Musampa      |
| 16 | Nigeria (bandiera)      | D     | Nedum Onuoha      |
| 17 | Cina (bandiera)         | D     | Sun Jihai         |

| N. |                        | Ruolo | Calciatore              |  |
| -- | ---------------------- | ----- | ----------------------- |  |
| 18 | Inghilterra (bandiera) | D     | Danny Mills             |  |
| 19 | Spagna (bandiera)      | C     | Albert Riera            |  |
| 20 | Grecia (bandiera)      | A     | Giōrgos Samaras         |  |
| 22 | Irlanda (bandiera)     | D     | Richard Dunne           |  |
| 24 | Belgio (bandiera)      | P     | Geert De Vlieger        |  |
| 26 | Inghilterra (bandiera) | D     | Matthew Mills           |  |
| 27 | Danimarca (bandiera)   | D     | Mikkel Bischoff         |  |
| 28 | Inghilterra (bandiera) | C     | Trevor Sinclair         |  |
| 31 | Inghilterra (bandiera) | C     | Jonathan D'Laryea       |  |
| 38 | Irlanda (bandiera)     | C     | Stephen Ireland         |  |
| 40 | Inghilterra (bandiera) | C     | Lee Croft               |  |
| 41 | Inghilterra (bandiera) | D     | Stephen Jordan          |  |
| 42 | Inghilterra (bandiera) | A     | Bradley Wright-Phillips |  |
| 43 | Inghilterra (bandiera) | C     | Ishmael Miller          |  |

## Calciomercato

### Sessione estiva(dall'1/7 all'1/9)
| Acquisti | Acquisti        | Acquisti     | Acquisti               |
| R.       | Nome            | da           | Modalità.              |
| -------- | --------------- | ------------ | ---------------------- |
| A        | Andrew Cole     | Fulham       | definitivo (0 mln €)   |
| A        | Darius Vassell  | Aston Villa  | definitivo (3.6 mln €) |
| A        | Karl Bermingham | Lincoln City | fine prestito          |

| Cessioni | Cessioni              | Cessioni       | Cessioni                |
| R.       | Nome                  | a              | Modalità                |
| -------- | --------------------- | -------------- | ----------------------- |
| P        | Kevin Stuhr Ellegaard | Hertha Berlino | definitivo (0 mln €)    |
| C        | Willo Flood           | Coventry City  | prestito                |
| C        | Christian Negouai     | Standard Liegi | definitivo (0 mln €)    |
| C        | Paul Bosvelt          | Heerenveen     | definitivo (0 mln €)    |
| C        | Carlos Logan          | Darlington     | definitivo (0 mln €)    |
| C        | Shaun Wright-Phillips | Chelsea        | definitivo (31.5 mln €) |
| C        | Steve McManaman       |                | fine carriera           |
| C        | Jonathan D'Laryea     | Mansfield Town | prestito (0.025 mln €)  |
| A        | Jonathan Macken       | Crystal Palace | definitivo (1 mln €)    |

### Sessione invernale(dal 7/1 al 2/2)
| Acquisti | Acquisti        | Acquisti      | Acquisti                 |
| R.       | Nome            | da            | Modalità                 |
| -------- | --------------- | ------------- | ------------------------ |
| D        | Matthew Mills   | Southampton   | definitivo (0.375 mln €) |
| C        | Willo Flood     | Coventry City | fine prestito            |
| C        | Tuomas Haapala  | MyPa          | definitivo (0 mln €)     |
| C        | Albert Riera    | Espanyol      | prestito                 |
| A        | Giōrgos Samaras | Heerenveen    | definitivo (8.5 mln €)   |

| Cessioni | Cessioni          | Cessioni       | Cessioni             |
| R.       | Nome              | a              | Modalità             |
| -------- | ----------------- | -------------- | -------------------- |
| P        | Kasper Schmeichel | Darlington     | prestito             |
| P        | Nicky Weaver      | Sheffield Weds | prestito             |
| D        | Mikkel Bischoff   | Sheffield Weds | prestito             |
| D        | Danny Warrender   | Blackpool      | definitivo (0 mln €) |
| A        | Robbie Fowler     | Liverpool      | prestito             |